# Paixà
Paixà (del turc paşa) o baixà (de l'àrab باشا, bāxā, al seu torn del turc paşa) era un títol donat als alts càrrecs de l'administració otomana, tant civils com militars. Deriva del persa padixah, i fou el títol més alt de la noblesa otomana fins a la república (1924). Avui dia es conserva al Marroc i algun altre país musulmà. Al seu darrere venien els títols de bei i efendi.
El paixà era un títol individual, no hereditari ni vinculat a territori. Va aparèixer al segle xiii en el sentit de ‘senyor’ (dominus). No s'ha de confondre amb el baixà, que era propi d'oficials subalterns especialment entre els geníssers, i d'alguns oficials o notables provincials.